# Goldfinch
Die Rosensorte Goldfinch (englisch für Stieglitz) ist eine schnell wachsende Rambler-Rose, die 1907 von George Paul gezüchtet wurde. Sie kann als Schlingrose an Zäunen und Bögen, aber auch als Strauch gepflanzt werden. Die Rose ist robust gegen Pilzkrankheiten wie Sternrußtau und Echten Mehltau. Der nur schwach bestachelte Strauch kann eine Höhe von bis zu 3 Meter und einen Durchmesser von bis zu 120 Zentimeter erreichen.
'Goldfinch' blüht nur einmal im Sommer. Die schwach duftenden, flachen Blüten haben einen Durchmesser von rund 3,8 Zentimeter und sind mit neun bis sechzehn Kronblättern leicht gefüllt. Die Blüten sind anfangs hellgelb, später cremefarben und im Alter weiß.
'Goldfinch' ist eine Elternsorte der bekannten Sorte 'Ghislaine de Féligonde'.